# Gordon Gollob
Gordon Max Gollob (Viena, 16 de junio de 1912-Sulingen, 7 de septiembre de 1987) fue un piloto de caza austriaco y as de la aviación de la Luftwaffe durante la Segunda Guerra Mundial. Sustituyó a Adolf Galland en el cargo de General der Jagdflieger y fue uno de los 27 receptores de la Cruz de Caballero de la Cruz de Hierro con Hojas de Roble, Espadas y Brillantes. Consiguió 150 victorias en 340 misiones, de las cuales 144 fueron en el Frente Oriental.

## Biografía
Gollob nació en Viena. En 1933 se alistó al Bundesheer austríaco como oficial cadete, y un año después completó su curso de piloto. Comandó una unidad de entrenamiento, el Schulstaffel A. Cuando Austria fue anexionada por la Alemania nazi el 1938, Gollob se unió a la Luftwaffe con rango de Oberleutnant. El 15 de marzo de 1939, Gollob fue destinado al 3./ZG 76, equipado con el caza de dos motores Bf 110.

### Segunda Guerra Mundial
El ZG 76 estaba destinado en la frontera polaca, tomando parte en Fall Weiß, la invasión de Polonia desde el 1 de septiembre de 1939. Gollob consiguió sus primeras victorias en Polonia, continuando su éxito cuando el ZG 76 tomó parto en la batalla de la bahía de Heligoland.
El 8 de abril de 1940, Gollob fue nombrado Staffelkapitän del 3./ZG 76. La unidad tomó parte en la operación Weserübung, y Gollob consiguió dos victorias más sobre Noruega. Aquel mismo año, Gollob abatió un spitfire durante la batalla de Inglaterra. Recibió entrenamiento de vuelo nocturno y el 7 de septiembre fue destinado al II./JG 3. El JG 3 fue destinado al canal de la Mancha, donde tuvo mucha acción. El 9 de octubre, Gollob fue nombrado Staffelkapitän del 4./JG 3.
En 1941 la unidad fue transferida al este para tomar parte en la operación Barbarroja. Unos días después se inició la invasión, y el 27 de junio fue nombrado Gruppenkommandeur del II./JG 3 y promovido a Hauptmann. Contra la débil Fuerza Aérea Soviética, Gollob demostró su habilidad, abatiendo 18 naves enemigas sólo durante el mes de agosto. El 18 de septiembre fue condecorado con la Ritterkreuz por sus 42 victorias. En octubre consiguió 37 victorias, incluyendo 9 en un único día (18 de octubre), y 10 días después (28 de octubre) recibió las Hojas de Roble después de conseguir 85 victorias. En diciembre, Gollob fue retirado de la línea del frente, siendo destinado a una unidad de pruebas, para ayudar con el desarrollo de la próxima versión del Bf 109.
Después de un breve periodo en el Stabschwarm del JG 54, Gollob, ahora Mayor, asumió el mando del JG 77 como Geschwaderkommodore el 16 de mayo de 1942. El JG 77 tuvo que llevar a cabo la dura lucha sobre el estrecho de Kerch en la península de Crimea y, encabezado por expertos como Heinrich Bär y el propio Gollob, ganó el espacio aéreo sobre la región de Kerch-Taman. El 20 de mayo consiguió su victoria número 100. El 23 de junio recibió las Espadas para su Cruz de Caballero, después de conseguir 107 victorias. Solo dos meses después llegaría a las 150 victorias, convirtiéndose en el piloto de la Luftwaffe con más victorias en aquel momento. Por eso añadió los Diamantes a su Cruz de Caballero el 29 de agosto, siendo el tercero en recibir este honor (lo precedieron dos pilotos más, Werner Mölders y Adolf Galland).

#### Alto Mando
El 1 de octubre de 1942, ahora Oberst, fue destinado en el Estado Mayor del Jagdfliegerführer 3, en el Canal de la Mancha, y el 15 de octubre fue nombrado Jagdfliegerführer 5, siendo responsable del mando táctico de cazas sobre la Francia noroccidental.
En abril de 1944, Gollob fue transferido al estado mayor personal del General der Jagdflieger Adolf Galland, como consejero en el desarrollo de proyectos de aviones a reacción. Sin embargo, la relación entre los dos no fue fácil, y Gollob fue destinado al Kommando der Erprobungstellen, o Cuartel General de las Unidades de Prueba. En noviembre, Gollob fue nombrado comandante del Jäger-Sonderstab (o mando especial de cazas) para la ofensiva de las Ardenas. En enero de 1945, Gollob fue nombrado General der Jagerflieger, después de la retirada de Galland por la OKL después de la operación Bodenplatte.

#### Controversia
Gollob era un nazi ardiente, y a menudo despreciaba a sus compañeros pilotos. En febrero de 2002, uno de sus antiguos compañeros, Johannes Steinhoff, decía sobre Gollob:

Bien, no diré nada más sobre Gollob. Las bajas aumentaban bajo su liderazgo en todas partes donde fue, poco más o menos como con Göring en la Primera Guerra. Ponía líderes al mando de las unidades no por su competencia, sino por su lealtad al Partido Nazi, y eran muy pocos en el Jagdwaffe.

Gollob es visto como un piloto competente, pero como un pobre líder dada su obsesión por impresionar a sus superiores y su insano espíritu competitivo.

### Después de la guerra
Después de ser liberado de la cautividad después de la rendición, Gollob trabajó escribiendo para revistas de aeronáutica. Murió en Sulingen (Baja Sajonia) el 7 de septiembre de 1987.

## Condecoraciones
- Cruz de Caballero de la Cruz de Hierro con Hojas de Roble, Espadas y Brillantes:

- Cruz de Caballero – 18 de septiembre de 1941
- Hojas de Roble – (38.º) 26 de octubre de 1941
- Espadas – (13.º) 23 de junio de 1942
- Brillantes – (3.º) 30 de agosto de 1942

- Copa de Honor de la Luftwaffe – 21 de julio de 1941
- Cruz de Hierro de 1.º clase
- Cruz de Hierro de 2.ª clase
- Insignia Combinada de Piloto-Observador
- Escudo de Crimea
- Pasador de Piloto en el Frente de la Luftwaffe en oro con Placa "300"
- 3 Menciones en el Wehrmachtbericht